# إيلينغ أكتون وشبردز بوش (دائرة انتخابية في المملكة المتحدة)
إيلينغ، أكتون وشيبيردز بوش (بالإنجليزية: Ealing, Acton and Shepherd's Bush)‏ هي إحدى الدوائر الانتخابية في المملكة المتحدة الممثلة في مجلس العموم في برلمان المملكة المتحدة.
عضو البرلمان الذي يمثلها حالياً هو :Mr Andy Slaughter (Lab).